# Chamaedorea parvisecta
Chamaedorea parvisecta är en enhjärtbladig växtart som beskrevs av Karl Ewald Maximilian Burret. Chamaedorea parvisecta ingår i släktet Chamaedorea och familjen Arecaceae. Inga underarter finns listade i Catalogue of Life.